# Hyboella problematica
Hyboella problematica är en insektsart som först beskrevs av Bolívar, I. 1909.  Hyboella problematica ingår i släktet Hyboella och familjen torngräshoppor. Inga underarter finns listade i Catalogue of Life.